# Лужицька семінарія

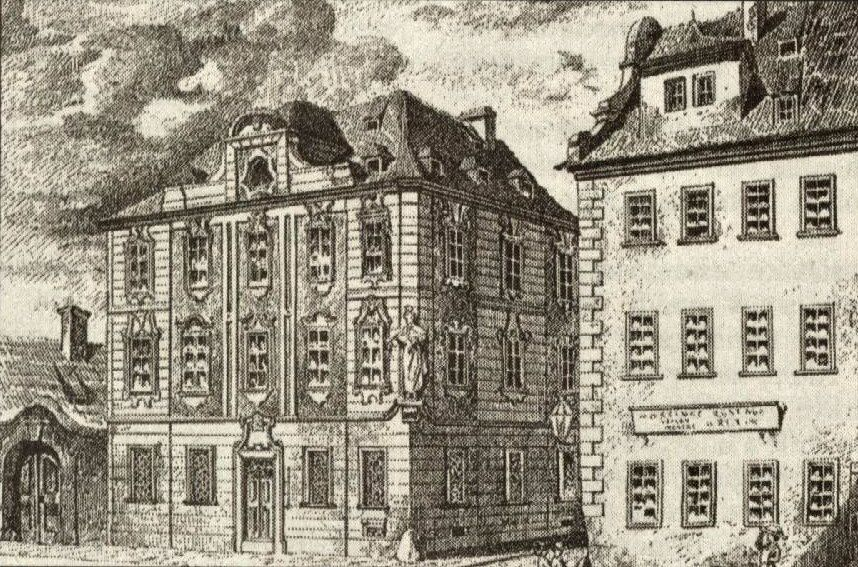
Лужицька семінарія. Літографія XIX століття

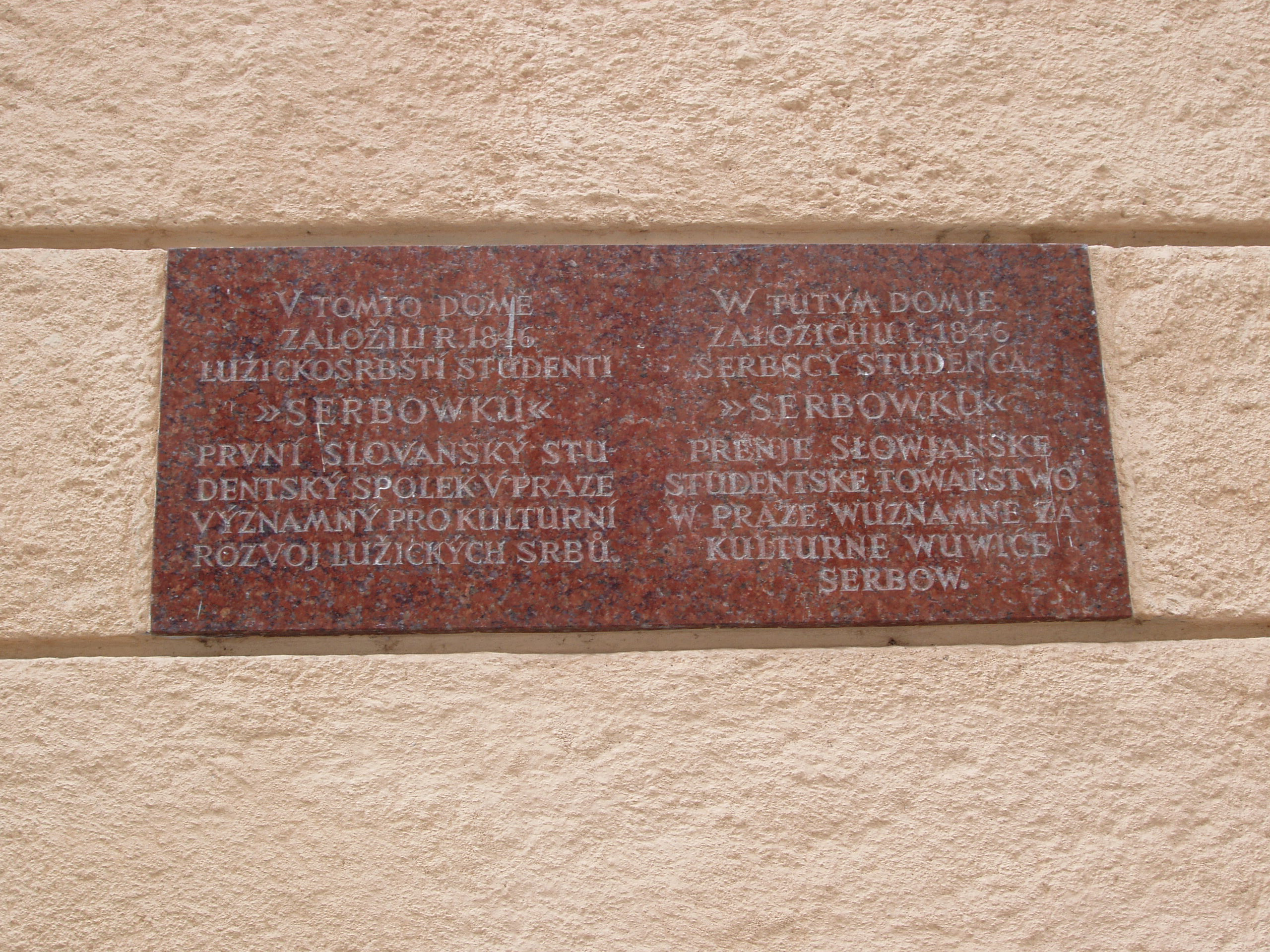
Меморіальна табличка на фасаді будівлі, присвячена студентському братству «Сербовка»

Лужицька семінарія, інший варіант назви — Сербська семінарія (в.-луж. Serbski seminar, чеськ. Lužický seminář, нім. Wendische Seminar, лат. Seminarium Lusaticum Pragense) — католицька семінарія, що діяла з 1728 року по 1922 рік у празькому районі Мала Страна, Чехія. У XVIII—XIX століттях Лужицька семінарія зіграла значну роль у культурному відродженні лужицького народу. Будівля є Культурним пам'ятником Чеської Республіки.

## Історія
У 1694 році два католицькі священики з Будишина Мартін Норберт (1637—1707) і Георг Йосиф Шимон (1646—1729) заснували в 1706 році в Празі гостинний будинок для прочан з Верхньої Лужиці. У цьому будинку також проживали кандидати в священство, які навчалися в Карловому університеті. До Реформації Верхня Лужиця входила до складу католицької єпархії Майсена. Після поширення лютеранства Будишин увійшов до складу Апостольської адміністратури, яка направляла кандидатів у священство для навчання в католицькі семінарії Кракова, Відня, єзуїтські освітні установи в Оломоуці і Празі. Гостинний дім став основою майбутньої семінарії для студентів з Верхньої Лужиці. Сербська семінарія святого Петра була заснована в Празі в 1724 році як навчальний заклад для підготовки майбутніх католицьких священиків Верхньої Лужиці. Семінарія була затверджена 6 липня 1725 року указом імператора Карла VI. Будівництво семінарської будівлі за проектом архітектора Кіліана Ігнаца Дінценгофера почалося в 1726 році і закінчилося в 1728 році. 15 липня 1726 року було закладено перший камінь семінарії.
Восени 1728 року розпочалося викладання в лужицькій семінарії, в якій були теологічний і філософський факультети. У перший рік в лужицькій семінарії навчалися 15 студентів. У перші роки після заснування семінарії в неї брали тільки кандидатів з Лужиці. Деякі з них проходили попередню освіту, відвідуючи лекції з богослов'я в Карловому університеті. З середини XIX століття деякі кандидати здобували середню освіту в Малостранській гімназії. Сербські студенти, котрі навчалися в лужицькій семінарії, підтримували зв'язки з чеськими студентами. 21 жовтня 1846 року семінарист Якуб Бук разом з іншими семінаристами заснував студентське братство «Сербовка», метою якого стало об'єднання всіх лужицьких студентів, які навчалися в Празі. У цю студентську організацію в різний час входили майбутні відомі лужицькі письменники і громадські діячі Міхал Горник, Якуб Барт-Цішинський, Міклавш Андріцький і Йозеф Новак. Серед учасників «Сербовки» були популярні ідеї панславізму. Діяльність «Сербовки» сприяла консолідації лужицької народу і його самоідентифікації.
На першому поверсі семінарії знаходилася каплиця, присвячена святому апостолу Петру. В даний час скульптура святого апостола Петра скульптора Матея Вацлава Еккеля, яка раніше розташовувалася в цій каплиці, знаходиться на розі зовнішньої сторони будівлі семінарії.
В кінці XVIII століття після зміни кордонів німецьких католицьких єпархій в семінарію стали приймати німецькомовних студентів. У семінарії виникла конкуренція між слов'янським і німецьким націоналізмом. Німецька сторона закидала серболужичанам панславізм, що призводило до постійних конфліктів на державному та церковному рівні. Проте за увесь час існування семінарії в ній не було жодної сутички між німцями та сербами. Лужичани, німці та чехи жила та навчалися разом.
Після Першої світової війни в умовах інфляції скоротилася матеріальна допомога з боку католицького єпископа в Бауцені. У цих умовах чисельність семінаристів значно скоротилася. Нова чехословацька влада погрожувала забрати капітал закладу. У серпні 1922 року семінаристи були відправлені назад до Саксонії. Восени 1922 року діяльність Сербської семінарії була припинена та 30 жовтня 1922 будівлю семінарії було передано місцевій владі. До 1927 року семінаристи колишньої лужицької семінарії навчалися в населеному пункті Шмохтітц (Шмохтиці). Потім семінаристи з Верхньої Лужиці навчалися в семінарії міста Фульда.
З 1728 року до 1922 року семінарію закінчило 768 випускників. З них лужичанами були 428 чоловік, 319 чоловік були німцями і 21 чоловік були представниками інших національностей. Після Другої світової війни будівлю семінарії було передано у володіння громадській організації «Товариство друзів Лужиці». До 1955 року в будівлі діяв Лужицький навчальний заклад. Після будівлю було націоналізовано і празька влада дозволила розмістити в ній архів Сербської семінарії і бібліотеку імені Міхала Горника. У бібліотеці регулярно проходили різні культурні заходи, присвячені лужицькій культурі. У 2002 році будівля і бібліотека серйозно постраждали від повені.
Зараз власником будівлі є чеське Міністерство освіти, молоді та спорту. У будівлі знаходиться Центр з вивчення вищої освіти. Бібліотека імені Міхала Горника відкрита для відвідування щосереди з 13.00 до 15.00 годин.

## Відомі випускники
- Міклавш Бедрих-Радлубін (1859—1930) — серболужицький письменник і поет;
- Міхал Бедрих (1855—1876) — серболужицький письменник і поет;
- Міхал Весела (1863—1927) — лужицький поет.
- Якуб Вяцлавк (1885—1951) — бібліотекар. Засновник серболужицької бібліографії;
- Гандрій Дучман (1836—1909) — лужицький поет і письменник.
- Міклавш Жур (1859—1932) — лужицький письменник, драматург і громадський діяч.
- Міклавш Заренків (1865—1916) — лужицький письменник і поет
- Ян Петр Йордан (1818—1891) — німецький філолог-слов'янознавець.
- Юрій Краль (1864—1945) — лужицький філолог.
- Якуб Кучанк (1818—1898) — лужицький письменник і громадський діяч.
- Франц Георг Лок (1751—1831) — єпископ апостольської префектури Лужиці.
- Ян Циж-Гайнічанскій (1883—1948) — лужицький громадський діяч. Голова серболужицьких національних зборів.
- Міхал Шевчик (1870—1903) — лужицький письменник, історик і публіцист.
- Ян Чесла (1840—1915) — лікар, серболужицький поет.
- Міклавш Центр (1784—1858) — серболужицький громадський діяч національного відродження.
- Якуб Шевчик (1867—1935) — лужицький поет і громадський діяч.
- Міклауш Юст (1885—1975) — лужицький публіцист.